# 市丸和代
市丸 和代（いちまる かずよ、1973年〈昭和48年〉9月17日 - ）は、日本の女優。本名も同じ。
東京都出身。

## 略歴・人物
小学生の時、ピアノの教師の勧めで劇団若草入り。亜細亜大学卒業。
舞台、テレビドラマなどで活躍している。
特技はピアノ、日舞。

## 主な出演

### 映画
- 男はつらいよ 寅次郎あじさいの恋（1982年、松竹）
- 南極物語（1983年、東宝）

### テレビドラマ
- 銀河テレビ小説（NHK）
  - 煙が目にしみる（1981年）
  - 男が家を出るとき（1985年） - 西村花子 役
- ドラマ人間模様 / 続・夢千代日記（1982年、NHK） - 曽根奈美絵 役
- 月曜ワイド劇場 / ハローオックン!（1983年、ANB）
- 大岡越前 （TBS、C.A.L） 
  - 第7部 第23話「闇に閃く恐怖の邪剣」（1983年9月26日） - 志津 役
  - 第14部 第21話「嘘で守った妻の恥」（1996年11月11日） - おたね 役
- 長七郎江戸日記 第1シリーズ 第10話「風流手まり唄」（1983年、NTV） - おつる 役
- 東芝日曜劇場
  - 夢の鳥（1983年11月13日、CBC） - ルリ子 役
  - こんな友だちに逢いたい…－親友－
- 妻たちの熱い午後（1984年、ANB） - 間宮沙織 役
- 小さな訪問者（1985年、THK）
- 花王 愛の劇場 （TBS）
  - 妻よ妻よ（1987年） - 外山美樹役
  - ああ嫁さん（1988年）
  - 花嫁（1991年）- 片倉洋子 役
  - 家族の物語（1993年）
  - ひとり家族（1994年）- 長島聖子 役
- 江戸を斬るVII 第8話「邪剣断った白頭巾」（1987年、TBS） - 菊 役
- 風の中のあいつ（1984年、NTV）
- 3年B組金八先生 第3シリーズ（1988年、TBS） - 阿部智香子 役
- 水曜グランドロマン / リトルボーイ・リトルガール（1989年、NTV）
- 八百八町夢日記 第1シリーズ 第5話「情けをかけて」（1989年、NTV）
- 名奉行 遠山の金さん 第5シリーズ 第15話「桜吹雪の刺青をいれた女」（1993年、ANB / 東映） - お千代 役
- 銭形平次 第4シリーズ 第13話「真昼の悪夢」（1994年、CX） - おすみ 役
- 月曜ドラマスペシャル / 忍ばずの女（1994年、TBS）
- 水戸黄門 第31部 第5話「やんちゃ姫の大冒険-浜松-」（2002年、TBS） - 桜 役
- 美空ひばり誕生物語 おでことおでこがぶつかって（2005年、TBS）
- 隣の女（2014年、TBS）
- 渡る世間は鬼ばかり（1993年 - 2019年、TBS） - 七重役、看護師役、高野夏子役、介護士　弘子役（四役）

### 舞台
- 娘よ
- 唐人お吉
- お嫁に行きたい!!
- 花は散らない
- 初蕾
- 空のかあさま
- お市の方
- 櫂
- かたき同志